# Iglesia de San Martín de Tours (Marigot)
La iglesia de San Martín de Tours (en francés: Église de Saint Martin de Tours; Église catholique de Marigot) es el nombre que recibe un edificio religioso afiliado a la Iglesia católica que se encuentra ubicado en rue du Fort, en la ciudad de Marigot la capital de la colectividad territorial de San Martín un territorio dependiente de Francia que consiste en la mitad norte de la isla de San Martín en las Antillas Menores.
El templo construido en 1941 en la ruta hacia el Fuerte Louis sigue el rito romano o latino y depende de la diócesis de Basse-Terre (Dioecesis Imae Telluris et Petrirostrensis o bien
Diocèse de Basse-Terre et Pointe-à-Pitre) que fue creada en 1850 por el papa Pío IX y tiene su sede en la isla de Guadalupe de la que hasta 2007 también dependía todo el territorio francés de la Isla de San Martín. En 1971 se inició un proceso de expansión de la iglesia y se le añadió una capilla.
Esta bajo la responsabilidad pastoral del sacerdote Père Samson Doriva. Como su nombre lo sugiere esta dedicada a San Martín de Tours un obispo católico de Tours en Francia elevado a la condición de santo por la Santa Sede.

## Véase también

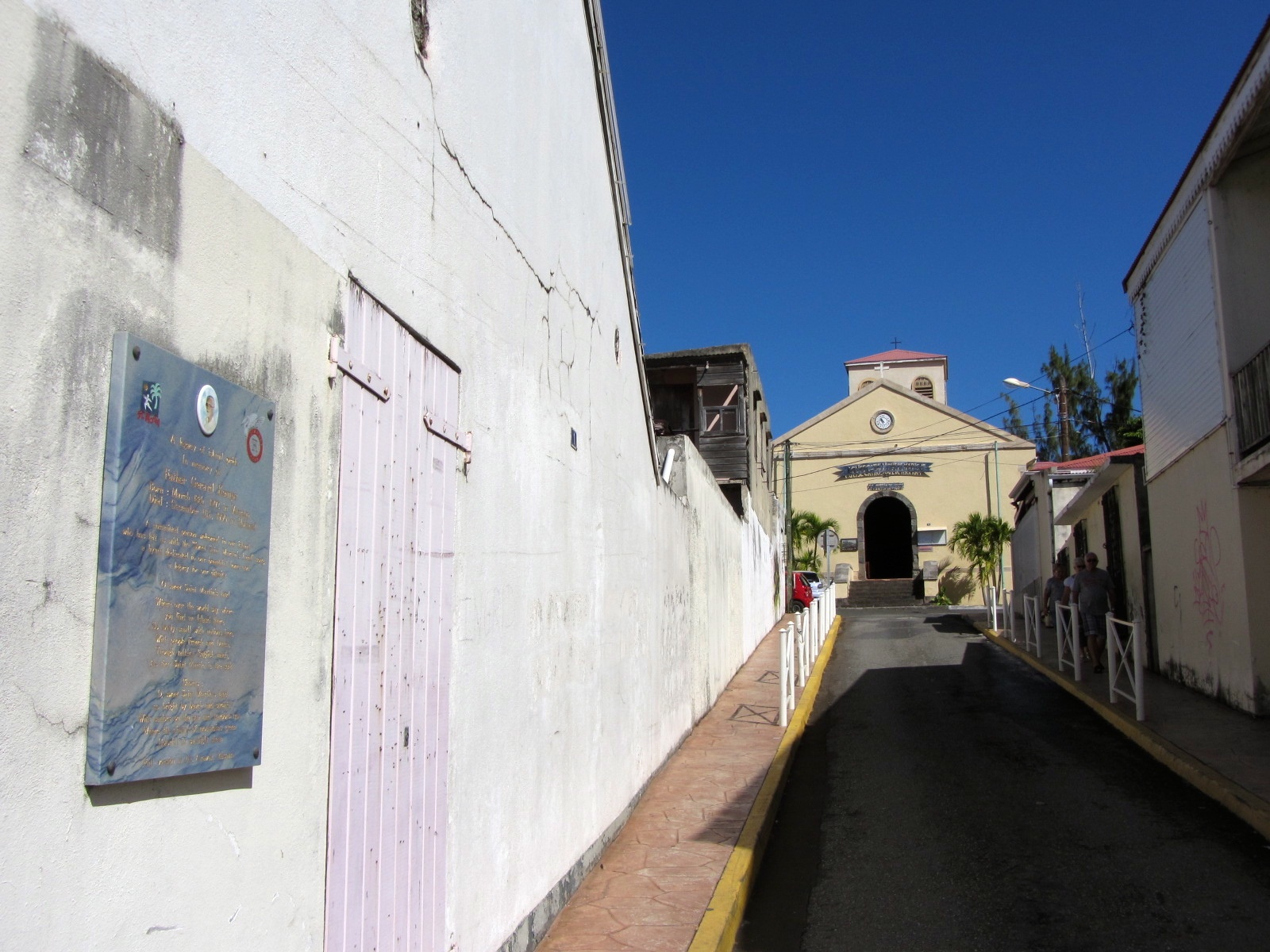
Vista de la iglesia desde la calle Fichot